# 小さな星 (FAIRCHILDの曲)
「小さな星」（ちいさなほし）は、FAIRCHILDの5枚目のシングル。1989年11月21日にポニーキャニオンから発売された。

## 概説
前作「Jelly Eyesは甘くない」より16ヶ月ぶりのシングルである。3枚目のアルバム『ウクレレ』に収録。

## 収録曲
1. 小さな星
  - 作詞：巻上公一、作曲：戸田誠司
2. ウクレレ天国
  - 作詞：YOU、戸田誠司、作曲：戸田誠司